# Жан Пелтие
Жан Шарл Атаназ Пелтиѐ (на френски: Jean-Charles Athanase Peltier) e френски физик, известен с трудовете си по термоелектричество, електромагнетизъм и метеорология.
Първоначално Пелтие бил часовникар, но на 30 години се отказва и се заема с експерименти и наблюдения в областта на физиката. Най-известен става с откритието си, направено през 1834 г.: при протичане на електрически ток през два различни споени метала се наблюдава охлаждане на единия и нагряване на другия в областта на спойката („ефект на Пелтие“).